# Ruchy religijne Indian
Ruchy religijne Indian – ruchy społeczne dotyczące zmian w zakresie systemu wierzeń, wartości, symboli i praktyk religijnych, charakterystyczne dla Indian Ameryki Północnej w okresie europejskiej kolonizacji kontynentu. Były one rezultatem głębokich i gwałtownych przekształceń zachodzących w dotychczasowym życiu społecznym, religijnym i gospodarczym tubylczych plemion – zwłaszcza w XVIII i XIX wieku – na skutek kontaktów z cywilizacją pochodzenia europejskiego, utraty tradycyjnych terytoriów plemiennych i źródeł utrzymania, częstych konfliktów zbrojnych i wysiedleń, epidemii chorób oraz działalności misyjnej i edukacyjnej prowadzonej przez Europejczyków i ich potomków na terenie dzisiejszych Stanów Zjednoczonych i Kanady.
Doktryna nowych tubylczych ruchów religijnych łączyła zazwyczaj elementy pierwotnych religii indiańskich plemion danego obszaru, objawienia (wizje) tubylczych proroków – inicjatorów i duchowych przywódców większości tych ruchów – oraz nauki chrześcijańskich misjonarzy różnych wyznań. Ruchy te obiecywały zazwyczaj odzyskanie utraconych ziem, powrót zmarłych przodków, wybitych bizonów i innych zwierząt oraz zniknięcie białych ludzi. Od swych wyznawców oczekiwały – ustami proroków – określonych postaw społecznych i zachowań, w tym m.in. życia w czystości i zgodzie z dawnymi tradycjami, powstrzymania się od picia alkoholu i kradzieży oraz porzucenia obyczajów (a często i przedmiotów) przejmowanych przez Indian od białych.
Niepisane zwykle zasady, lokalny i krótkotrwały zazwyczaj charakter indiańskich ruchów religijnych oraz niezrozumienie (a często wrogość) otoczenia do ich wyznawców sprawiły, iż w większości (poza związanym z masakrą nad Wounded Knee Tańcem Duchów) są one stosunkowo słabo znane i opisane, a ich nieliczne charakterystyki zawierają szereg informacji i ocen nieprawdziwych, nieprecyzyjnych lub z różnych względów zafałszowanych.
Podobne ruchy religijne – o cechach zarówno wspólnych, jak i unikatowych – występowały w okresie konkwisty i kolonizacji w różnych częściach Ameryki Północnej, Środkowej i Południowej.

## Niektóre ruchy religijne Ameryki Północnej
- religia Big Head
- religia Bole-Maru
- odrodzenie religijne Czirokezów (1811–1813)
- posłanie Proroka Delawarów (ang. Delaware Prophet’s Message, po 1760)
- Dream Dance
- religia Ziemianki (ang. Earth Lodge Religion)
- religia Pióra (ang. Feather Religion)
- Taniec Duchów (ang. Ghost Dance, po 1870)
- Taniec Słońca
- pejotyzm
- religia Handsome Lake’a
- religia Shakerystów (ang. Shaker Religion)
- posłanie Proroka Kenekuka (początek XIX w.)
- Taniec Proroka (ang. Prophet Dance)
- ruch Redbird Smitha (przełom XIX i XX w.
- posłanie Proroka Skolaskinów (po 1870)
- posłanie Proroka Tenskwatawy (początek XIX w.)
- posłanie Proroka Wabokieshieka (po 1830)
- religia Washani
- Taniec Washat (ang. Washat Dance)